# Вулиця Чарновєйська (Краків)
Вулиця Чарновєйська (пол. Ulica Czarnowiejska) - вулиця в Кракові, продовженням якої є вулиця Навойкі (пол. Ulica Nawojki), перетинає Алеї Трьох Пророків (пол. Aleje Trzech Wieszczów), після перетину з вулицею Міхаловського (пол. Ulica Piotra Michałowskiego) переходить у вулицю Дольних Млинув (пол. Ulica Dolnych Młynów).
Назва вулиці походить від поселення  Чорне Село (Чарна Вєсь) (пол. Czarna Wieś), що лежало на захід від міста. Перша згадка про нього датується 1326 роком. Збереглося також багато документів про Чорні Городи: звідси походили найкращі овочі, які продавали на Ринковій площі в Кракові, і навіть вирощували тютюн. З 1673 року Чорне Село стало частиною передмістя Гарбари. У документах зафіксовано, що в 1869 році. Чорне Село разом із хутором Кавіри мали 490 жителів і 39 хат. Чорне Село була включене до Кракова в 1910 році.

## Галерея

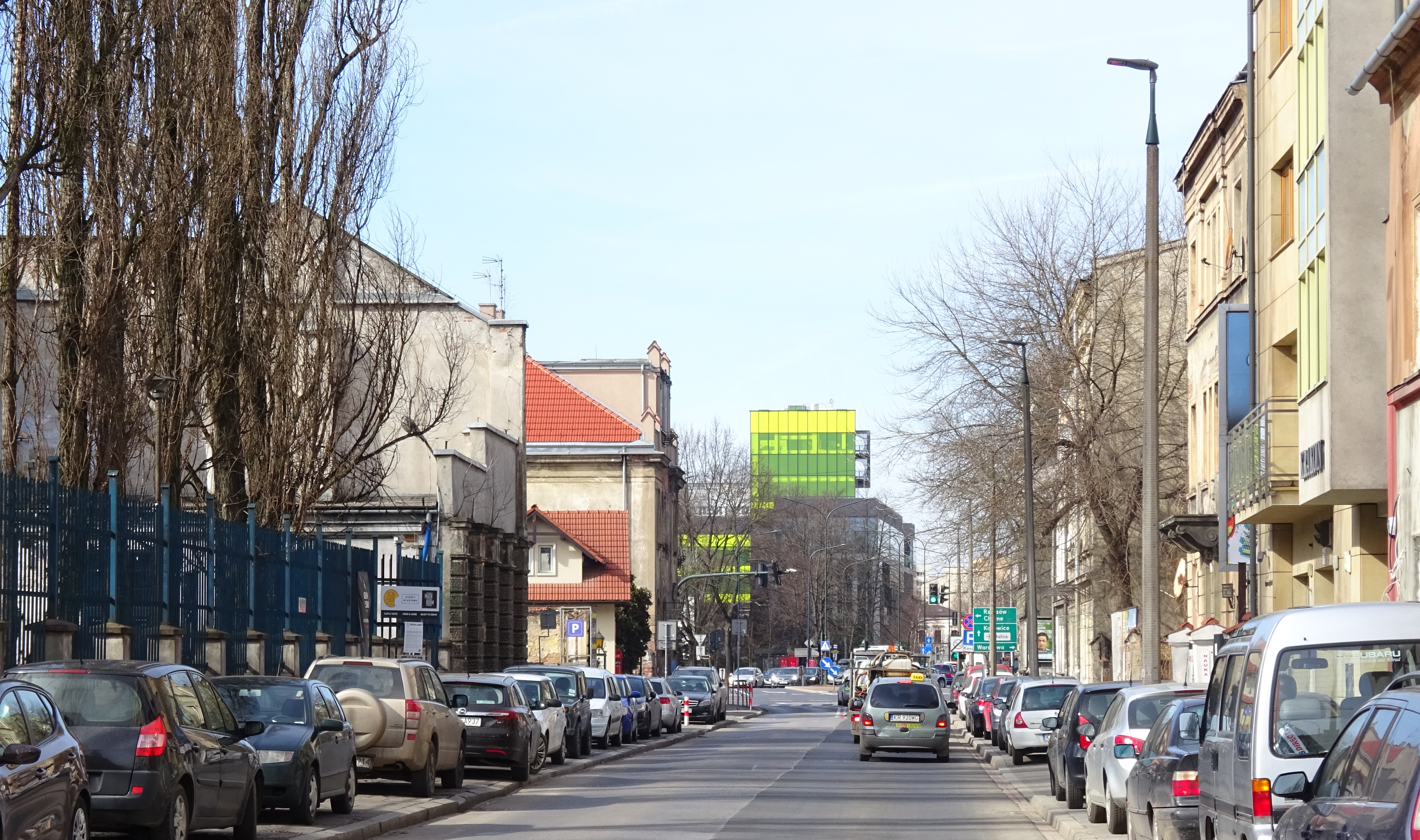
Вигляд вулиці від перетину з вулицею Долних Млинув на захід
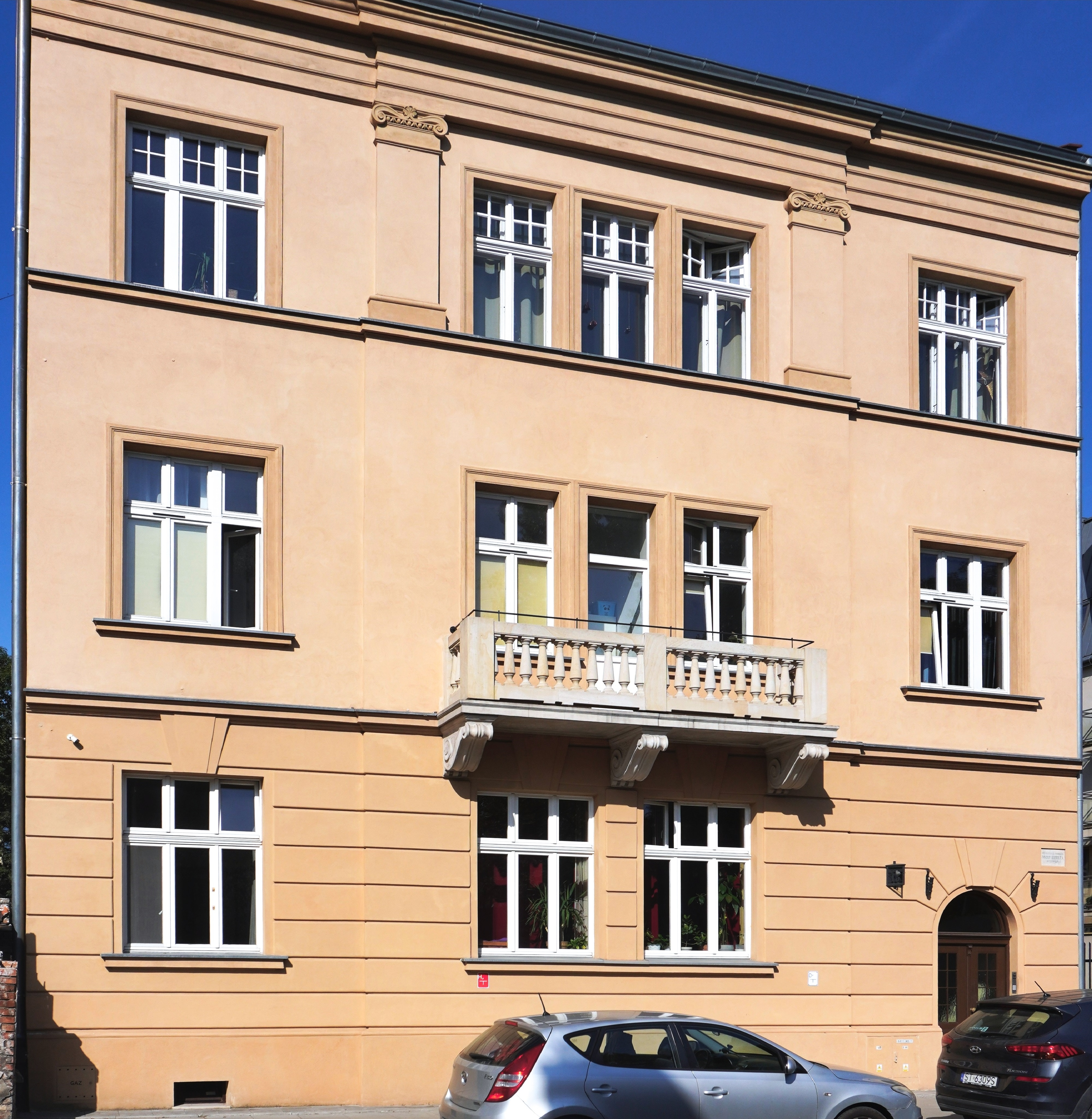
вул. Чарновєйська 15 Кам'яниця (проєкт Józef Bereta, 1912)
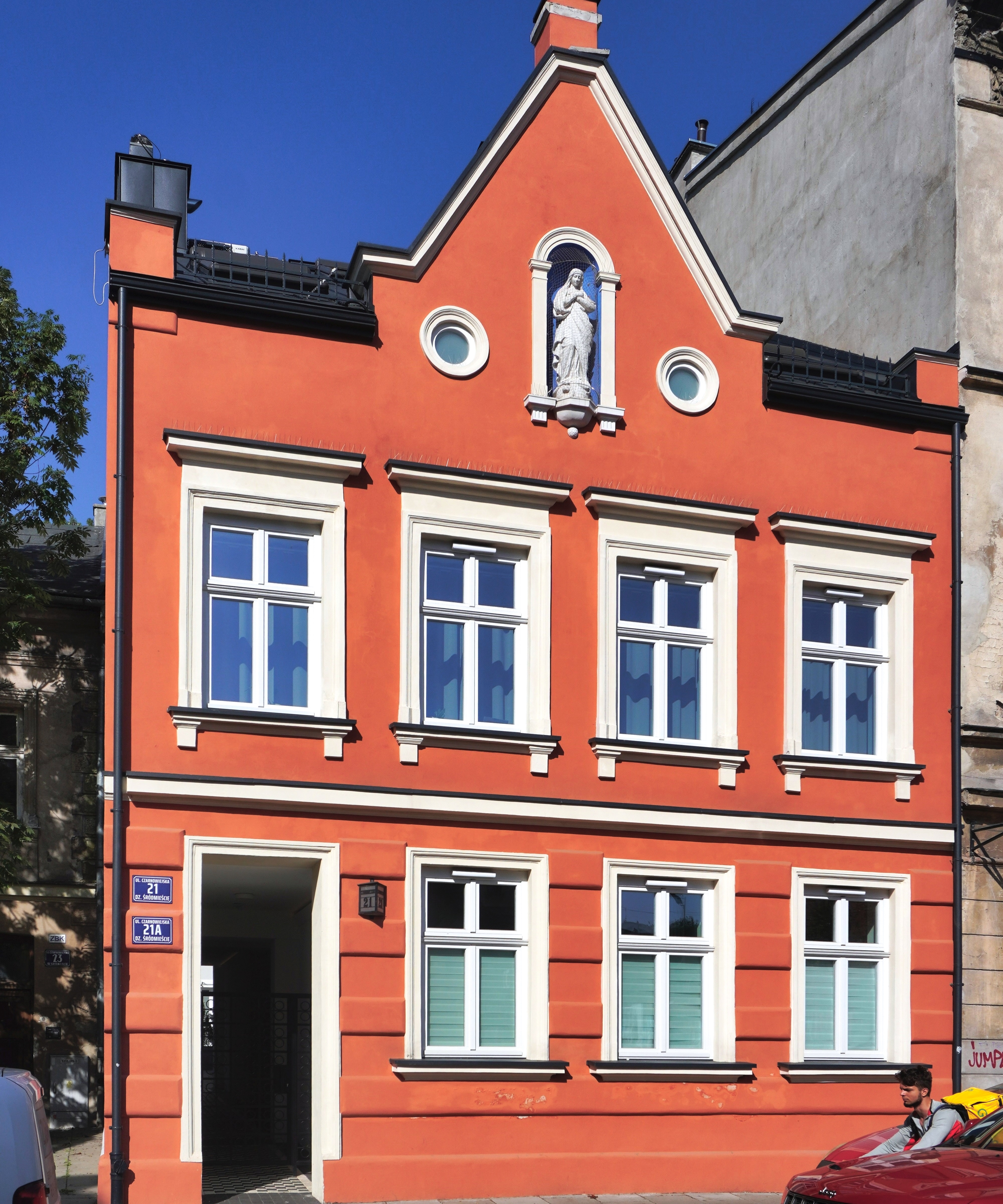
вул. Чарновєйська 21 Кам'яниця (ок. 1890)
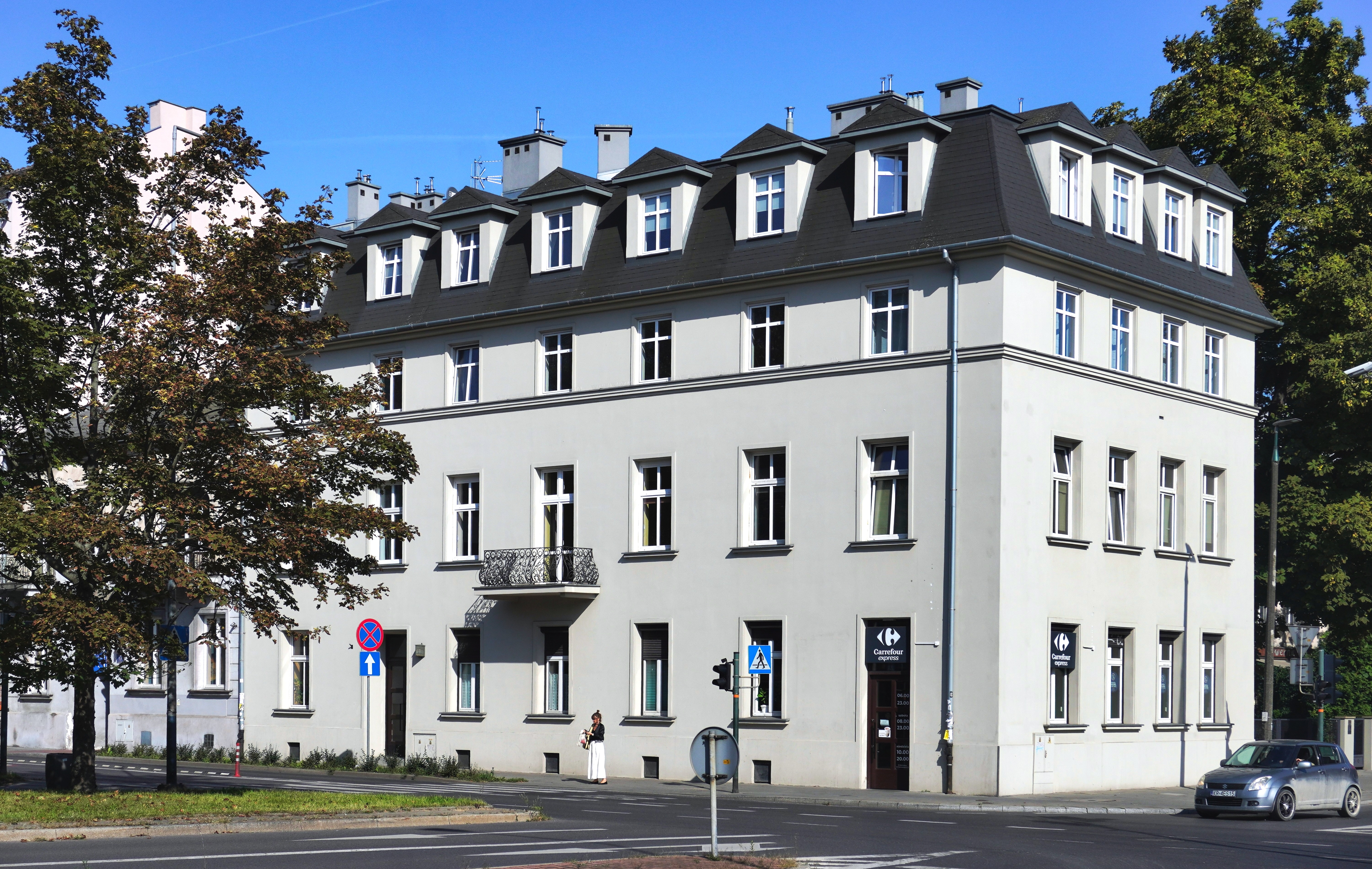
вул. Чарновєйська 25 (al. Mickiewicza 25) Кам'яниця (ок. 1900)
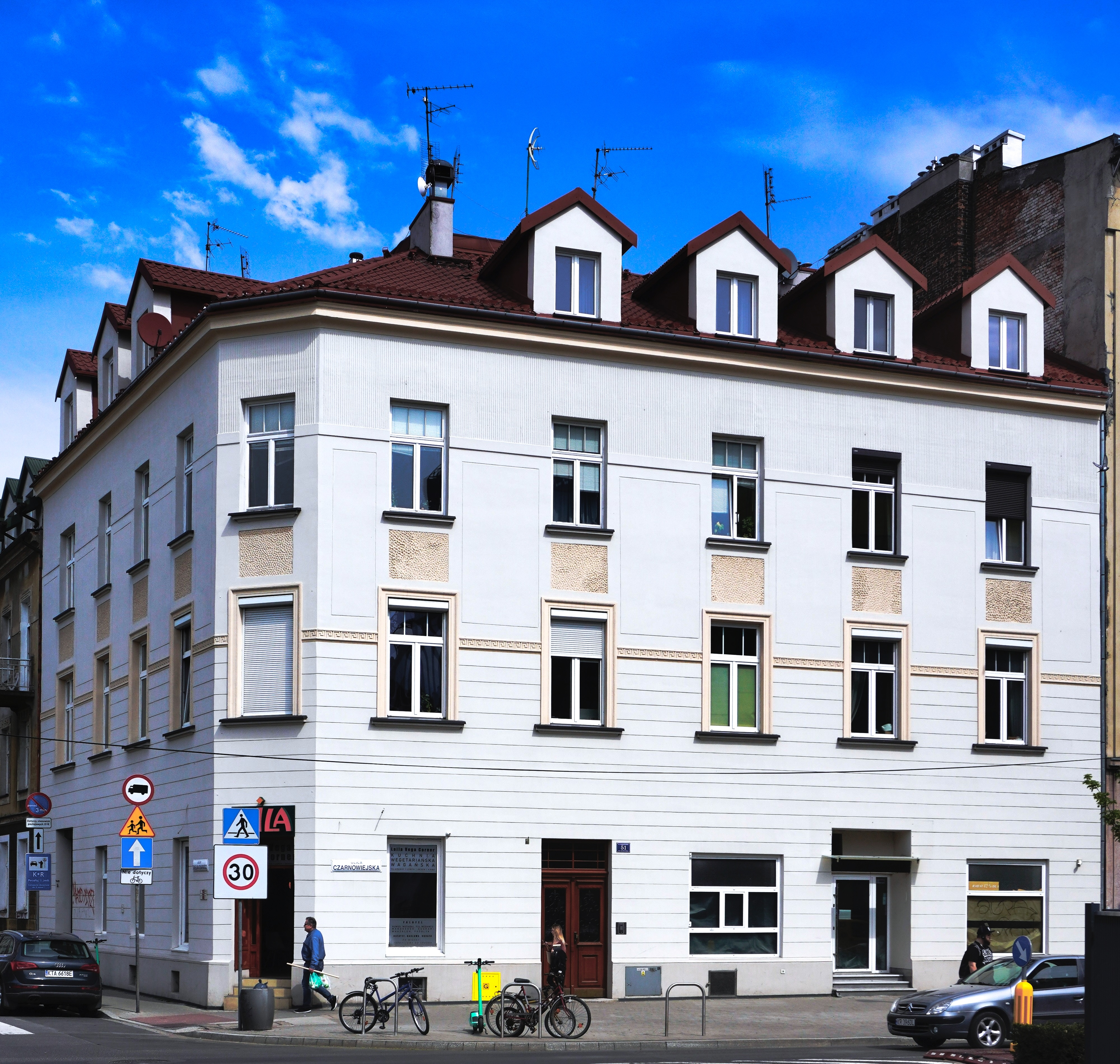
вул. Чарновєйська 51 Кам'яниця (1912)
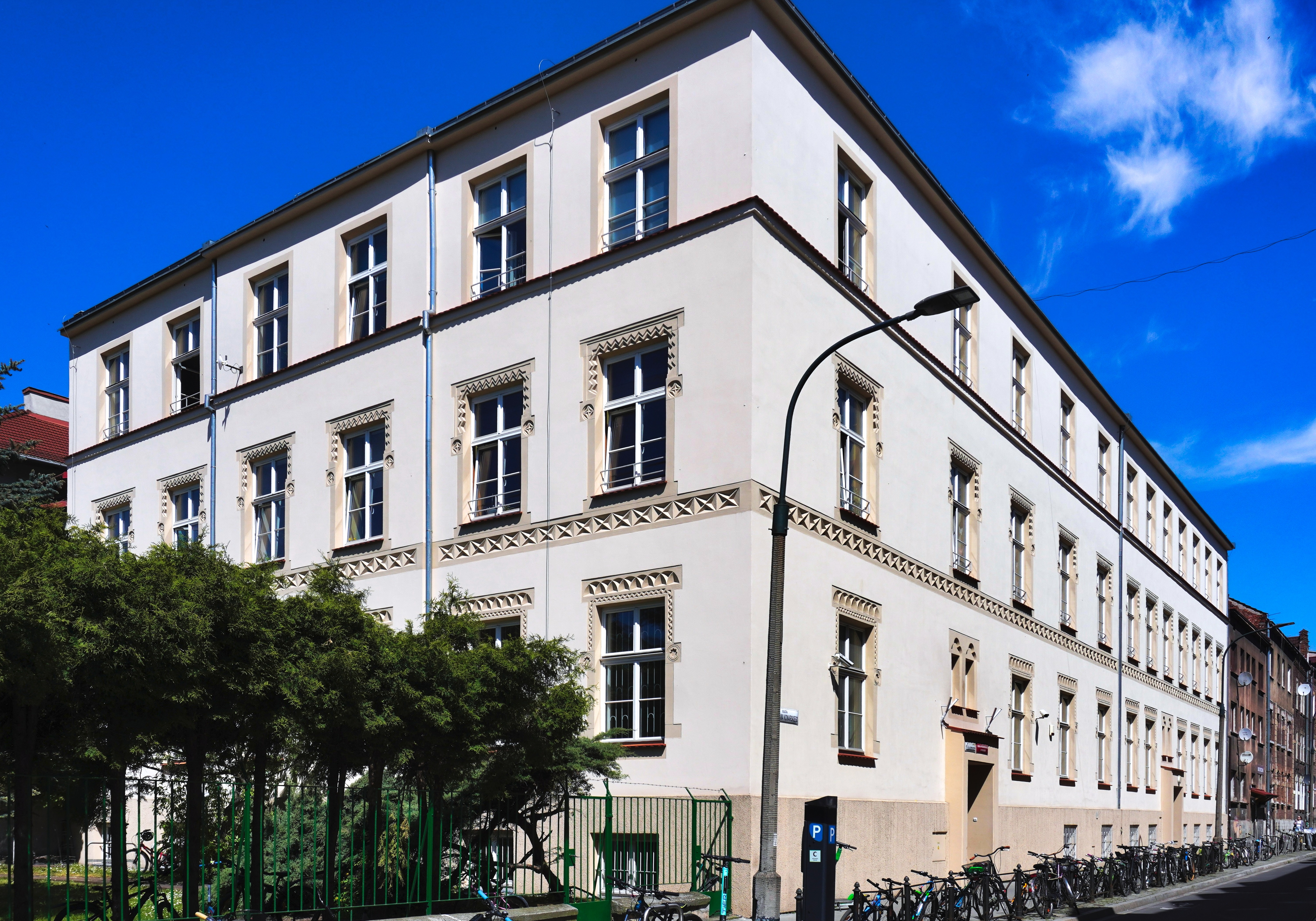
вул. Чарновєйська 53 Школа Початкова №33 (1902)